# تفجير الحائر 2015
تفجير الحائر في السعودية حدث في 16 يوليو 2015 الموافق 29 رمضان 1436هـ، قام شخص يُدعى عبد الله فهد عبد الله الرشيد بقتل خاله العقيد في الشرطة السعودية ثم محاولة قتل خالته، ثم أَخَذَ سيارة خاله ونَصَب فيها المُتفجِّرات. عند استيقافه من قبل الشرطة في نقطة تفتيش قرب سجن الحائر، قام القاتل بتفجير سيارته فقَتَل نفسه، وجَرَح اثنين من رجال الشرطة، حالتهما مُستقرَّة. تبنَّى تنظيم الدولة الإسلامية في العراق والشام المعروف اختصارًا باسم داعش التفجير، وأطلق على المُنتحر اسم «أبو عمر النجدي».

## طالع أيضًا
- تفجير القديح 2015
- تفجير العنود 2015
- قائمة الحوادث الإرهابية، 2015
- تفجير مسجد قوات الطوارئ 2015